# Agnès Cabrol
Pour les articles homonymes, voir Cabrol.
Agnès Cabrol, née à Avignon le 12 juillet 1964, morte le 7 janvier 2007 à Gordes (Vaucluse), est une égyptologue française.

## Biographie
Née en Provence, Agnès Cabrol a rencontré l’égyptologie dans ses lectures et a vite rêvé d’y consacrer sa vie. Après son baccalauréat, elle s’inscrit à l’École du Louvre. Ses professeurs sont Christiane Ziegler, Claude Traunecker et Guillemette Andreu. 
Elle est diplômée de l’École du Louvre en 1987, puis de muséologie en 1989, elle poursuit ses études à l’université de Paris-IV et soutient une maîtrise intitulée Les dromos de la région thébaine au Nouvel Empire égyptien en 1991 sous la direction du professeur Nicolas Grimal. L’étude des dromos, en particulier des criosphinx et des béliers d’Amon, la conduit à Karnak où, grâce à des missions auprès du Centre franco-égyptien d'étude des temples de Karnak (CFEETK), elle confronte données épigraphiques et observations archéologiques. 
Élargissant son champ d’investigation aux voies processionnelles elle tente alors de reconstituer le contexte liturgique, les parcours, les navigations et les modes de circulation des processions dans la région thébaine. Sur ce sujet, elle soutient d’abord un D.E.A. en 1992, puis une thèse en 1995 à l’université Lille-III, sous la direction du professeur Dominique Valbelle. Sur les conseils du professeur Jan Quaegebeur, elle publie Les voies processionnelles de Thèbes dans la série Orientalia Loviensia Analecta, en 2001, grâce au professeur Harco Willems, successeur de Jan Quaegebeur à Louvain.
Ayant quitté Paris pour Lille dans les années 1990, Agnès Cabrol trouve auprès de l’Institut de Papyrologie et d’Égyptologie un accueil, un soutien matériel (allocation de recherche). Elle y enseigne entre 1992 et 2002. Quittant les sentiers battus de Thèbes, elle est un moment associée aux travaux de Harco Willems et Claude Traunecker à Chenhour et à ceux de l’équipe de Lille-III à Tell el-Herr dans le Sinaï, sous la direction de Dominique Valbelle. En 2003, déjà malade, elle est nommée maître de conférences à Lille. Elle meurt le 7 janvier 2007.

## Publications
- Remarques au sujet d’une scène de la tombe de Neferhotep (TT49) : Les fonctions de Neferhotep, la représentation des abords ouest de Karnak et son contexte, Note annexe de Claude Traunecker, CRIPEL 15, p. 19-30, 1993 ;
- Un socle de statue au nom de Séthi II, CRIPEL 15, p. 31-35, 1993;
- Les criosphinx de Karnak : un nouveau dromos d’Amenhotep III, Cahiers de Karnak 10, p. 1-32, 1995 ;
- Une représentation de la tombe de Khâbekhenet et les dromos de Karnak-Sud : Nouvelles hypothèses. Les béliers du dromos du temple de Khonsou et l’intérieur de l’enceinte du temple de Mout, Cahiers de Karnak 10, p. 33-63, 1995 ;
- Une nouvelle épouse royale nommée Amenhotep, CRIPEL 19, p. 13-19, 1998 ;
- Les mouflons du dieu Amon-Rê, dans W. Clarysse, A. Schoors et H. Willems (éd.), Egyptian Religion. The Last Thousand Years I, Studies Dedicated to the Memory of Jan Quaegebeur, OLA 84, p. 529-538, Louvain, 1998 ;
- Amenhotep III, le magnifique, Éditions du Rocher, Monaco, 2000 ;
- Les voies processionnelles de Thèbes, OLA 97, Louvain, 2000 et Peeters, 2001 ;
- De l’importance du contexte pour l’interprétation : Enquête préliminaire sur certains ensembles d’empreintes de sceaux datant de la fin de la XVIIIe dynastie, CRIPEL 22, p. 33-45, 2002;
- Croire au village, Dossiers d’archéologie n° 272, « Deir el-Medineh au Nouvel Empire », p. 48-57, avril 2002;
- « Notices », dans : Jean Leclant (dir.), Dictionnaire de l’Antiquité, éd. PUF, Paris, 2005.